# 出雲全日本大学選抜駅伝競走の記録一覧
出雲全日本大学選抜駅伝競走の記録一覧とは出雲全日本大学選抜駅伝競走にまつわる様々な記録の一覧である。
基本的には各項目ごとに上位5傑を掲載。タイムは各区間と総合のみにとどめている。記録は第36回大会（2024年）までのものである。なお出場部門については各地区学連選抜チームを除いてある。

## 出場
- 出場回数
  - 1位　駒澤大学…30回
  - 2位　早稲田大学…29回
  - 3位　京都産業大学…28回
  - 4位　中央大学…27回
  - 5位　順天堂大学…26回
- 連続出場回数（文字が強調されている大学は現在も記録を継続中）
  - 1位　中央大学…25回
  - 2位　駒澤大学…19回
  - 3位　京都産業大学…18回
  - 3位　第一工業大学…18回
  - 3位　早稲田大学…18回

## 順位
- 優勝回数
  - 1位　山梨学院大学…6回
  - 2位　日本大学…5回
  - 2位　駒澤大学…5回
  - 4位　東海大学…4回
  - 4位　青山学院大学…4回
- 連続優勝記録
  - 5連覇　山梨学院大学…第3回大会（1991年）から第7回大会（1995年）まで
- 2位回数
  - 1位　山梨学院大学…5回
  - 2位　早稲田大学…4回
  - 2位　駒澤大学…4回
  - 4位　大東文化大学…3回
  - 4位　中央大学…3回
- 3位回数
  - 1位　駒澤大学…7回
  - 2位　中央大学…5回
  - 3位　日本体育大学…3回
  - 4位　山梨学院大学…2回
  - 4位　神奈川大学…2回
  - 4位　東洋大学…2回

## 各区間・総合最高タイム

### 現区間記録
第21回（2009年）に3区から5区までの距離変更があり、総距離が0.5km伸び、3区は第26回（2014年・中止）に0.6km延長された。
- 第1区(8.0km)…22分30秒：キラグ・ジュグナ（第一工業大学） 第21回（2009年）
- 第2区(5.8km)…15分27秒：佐藤圭汰（駒澤大学） 第34回（2022年）
- 第3区(8.5km)…23分36秒：フィリップ・ムルワ（創価大学） 第34回（2022年）

- 第4区(6.2km)…17分24秒：神林勇太（青山学院大学） 第31回（2019年）

- 第5区(6.4km)…17分43秒：安藤悠哉（青山学院大学） 第28回（2016年）

- 第6区(10.2km)…28分17秒：ギタウ・ダニエル（日本大学） 第21回（2009年）

- 総合記録(45.1km)…2時間07分51秒：駒澤大学 第35回（2023年）

|   | 記録          | 年     | 大学名       | 順位 |
| - | ------------- | ------ | ------------ | ---- |
| 1 | 2時間07分51秒 | 2023年 | 駒澤大学     | 優勝 |
| 2 | 2時間08分32秒 | 2022年 | 駒澤大学     | 優勝 |
| 3 | 2時間09分05秒 | 2015年 | 青山学院大学 | 優勝 |
| 4 | 2時間09分24秒 | 2022年 | 國學院大學   | 2位  |
| 4 | 2時間09分24秒 | 2024年 | 國學院大學   | 優勝 |

### 過去の区間記録
第21回（2009年）から第25回（2013年）までの区間記録。全6区間44.5kmで開催されていた。
- 第3区(7.9km)…22分36秒：村山謙太（駒澤大学） 第25回（2013年）

第20回（2008年）までの区間記録。全6区間44.0kmで開催されていた。
- 第3区(8.5km)…24分24秒：伊達秀晃（東海大学） 第18回（2006年）
- 第4区(6.5km)…18分04秒：伊達秀晃（東海大学） 第19回（2007年）
- 第5区(5.0km)…14分26秒：小出徹（東海大学） 第15回（2003年）
- 総合記録(44.0km)…2時間07分14秒：東海大学 第19回（2007年）